# Анна Татанджело
Анна Татанджело (на италиански: Anna Tatangelo) е италианска певица, родена на 9 януари 1987 година в Сора, Италия.
Има двама братя – Маурицио и Джузепе, и една сестра – Силвия. Прочува се след победата си на музикалния фестивал в Санремо, на който Анна участва едва 15-годишна.
Издала е 4 самостоятелни професионални албума и е участвала на фестивала в Санремо 6 пъти, като 2 пъти е класирана на първо място, веднъж на второ, 2 пъти на трето и веднъж на седемнадесето.